# Julie-Victoire Daubié
Julie-Victoire Daubié (a vegades coneguda com a Victoire Daubié o també com a Julie Daubié) nasqué el 26 de març del 1824 a Bains-les-Bains, als Vosges (estat francés), i va morir el 26 d'agost del 1874 a Fontenoy-le-Château. Fou periodista i la primera dona francesa que es presentà a l'examen de Batxiller a Lió l'any 1861, i la primera a obtenir-lo, el 17 d'agost del 1861. També fou la primera llicenciada en Lletres de l'estat francés, el 28 d'octubre del 1872.

## La seva família

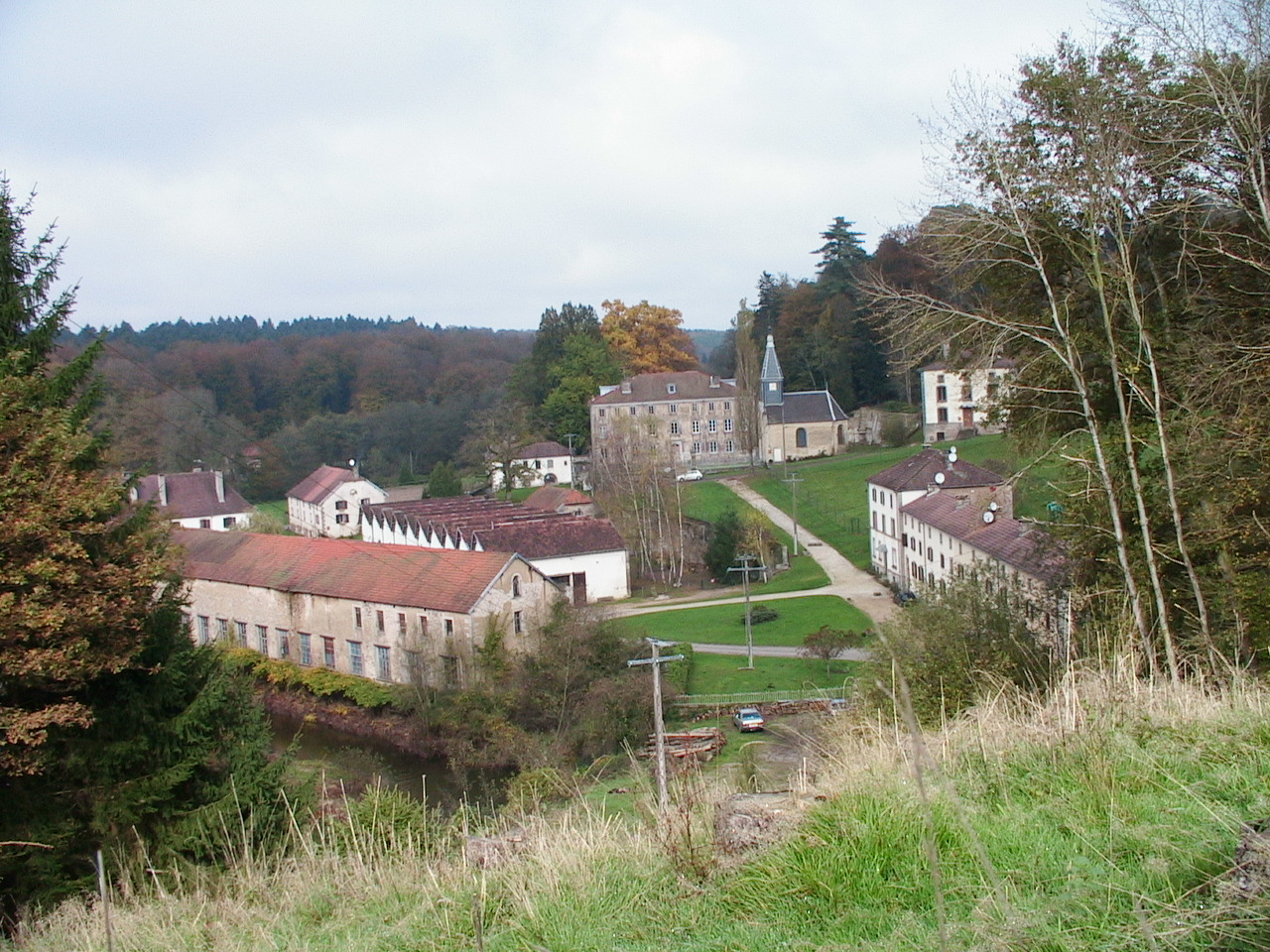
Lloc de la Manufactura, a la dreta de la capella, la casa natal de J. V. Daubié

Julie-Victoire Daubié, la petita de vuit germans, nasqué a la casa anomenada dels Commis de la Manufactura Reial de Bains-les-Bains, on son pare treballava de comptable i caixer.
Inscrita com a Julie-Victoire en el registre civil, es va dir Victoire per la seua mare i Julie per la seua germana major, que consta en el registre civil com a Marie-Julie. Tenia vuit mesos d'edat a la mort del seu pare. La mare i els fills es traslladaren a Fontenoy-le-Chateau, d'on era la família paterna de Julie-Victoire.
La seva família formava part de la petita burgesia catòlica de la zona. Les famílies Colleüille i Daubié durant l'anomenat Regnat del Terror van amagar sacerdots. El seu avi patern era Siméon-Florentin Daubié, secretari de Justícia i exempresari que vivia de rendes. El seu avi matern, Jean-Nicolas Colleüille, era director de la forja Buyer à la Chaudeau.

## Biografia i formació

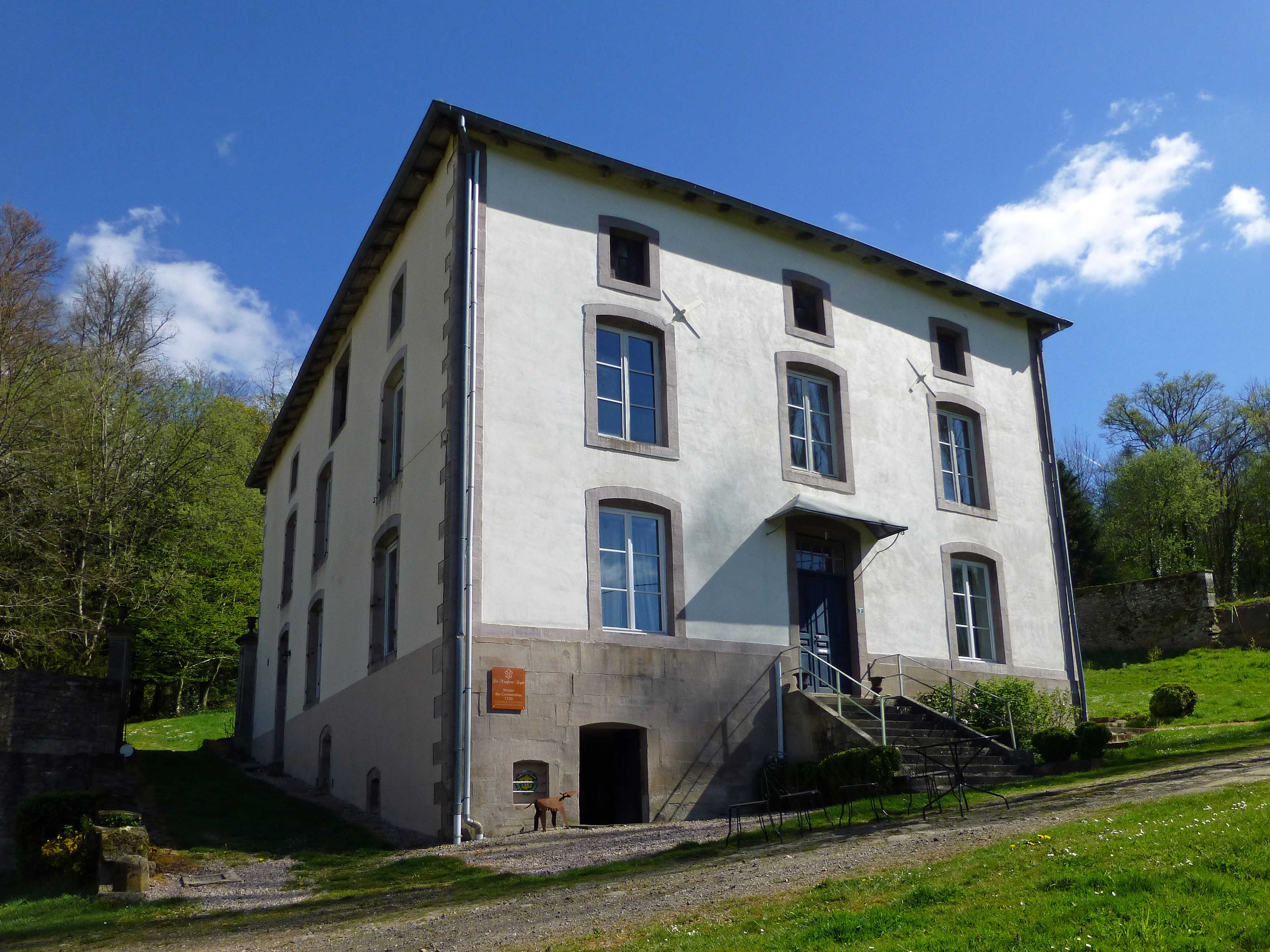
La casa on nasqué Daubié, Manufacture Royale de Bains-les-Bains

Mai no treballà en els tallers de la Manufacture Royale de llautó de Bains-les-Bains. Sens dubte, degué visitar l'oficina de la beneficència de Fontenoy que administrava caritat als llauradors pobres, a les criades domèstiques i a les mares solteres o vídues. Tal vegada això li inspirà l'assaig La Femme pauvre au siècle XIXe, que li va valer el primer premi de l'Acadèmia de Ciències i Belles Arts de Lió, el 21 de juny del 1859. Hi exposava, al llarg de 300 pàgines, la condició de la dona des d'un punt de vista econòmic, moral i polític i, després de descriure la situació de les dones pobres, oferia solucions per treure-les de la misèria.
El 31 d'agost del 1844 obtingué el "certificat d'aptitud" d'ensenyament, el títol de docent, que era obligatori per a tothom que havia d'impartir classes des de la llei Guizot, de 28 de juny del 1833. La llei Falloux de 15 de març del 1850 faria obligatori aquest certificat per als professors seglars i no per als religiosos. L'article 49 gaarantia en les «Cartes d'obediència» la capacitat dels docents que pertanyen a congregacions religioses dedicades a l'educació, reconeguda per l'estat. Amb aquesta llei s'impulsava la promoció de l'educació catòlica. Alhora, per mitjà de l'article 51, l'estat preveia la creació d'una acadèmia per departament i exigia als municipis de més de 800 habitants que tinguessin una escola per a xiquetes. Julie-Victoire Daubié protestà aleshores contra la manca de qualificació d'algunes religioses, que no estaven capacitades per a impartir ensenyament.
Estudià grec i llatí, matèries necessàries per a presentar-se al batxillerat, amb el seu germà sacerdot. Completà la seua formació en la secció de zoologia de mamífers i ocells en inscriure's el 1853 en el Museu Nacional d'Història Natural de París per a seguir el curs d'Isidore Geoffroy Saint-Hilaire. Aconseguí una autorització per a estudiar en les galeries fora de l'horari d'obertura al públic.
Amb l'ajut de François Barthélemy Arles-Dufour, un industrial saint-simonista de Lió molt influent en els cercles acadèmics i la cort imperial i, gràcies al seu èxit en el concurs de Lió el 1859, es matriculà a la Facultat d'Arts de Lió per fer el batxillerat.
El 17 d'agost 1861 obtingué la llicenciatura amb un total de sis boles roges, tres boles blanques i una bola negra. Aquest sistema de boles era la forma de vot dels examinadors de la facultat: una bola blanca significava un dictamen favorable; una bola roja, una abstenció; negra, un dictamen desfavorable.

## Vida professional
Instal·lada a París, es va fer periodista econòmica i escrigué en diversos mitjans, com ara el diari La Presse, els setmanaris L'Economiste français i Le Droit des femmes. També dictava conferències.
Al 1870 un decret de l'alcalde de París preveia la creació d'una Comissió de Dames per examinar les qüestions relatives a l'educació primària i es va demanar a Julie-Victoire Daubié que hi treballés, com també a Emma Chenu, llicenciada en matemàtiques el 1868. El treball d'aquesta comissió, interromput durant els tres mesos dels problemes de la Comuna de París, va ser consignat en l'informe Delon-Coignet.
Al 1871 va fundar l'Associació per al Sufragi de les Dones i es va llicenciar en Lletres, ja que malgrat la prohibició d'assistir a classe a la Sorbona, podia presentar-se als exàmens. El mateix ministre Jules Simon va ratllar l'encapçalament masculí del títol, «au sieur», per substituir-lo per «a Mademoiselle» i li va enviar una carta de felicitació. Havia iniciat el seu treball de doctorat sobre La condició de la dona en la societat romana quan li sobrevingué la mort.
Molt influïda pel saint-simonisme, hi aportà una interpretació moral i política. Les seves idees formen part de l'escola modernista del Segon Imperi, i són precursores del segle xx, al costat de figures com Eugènia de Montijo, Élisa Lemonnier o Rosa Bonheur.

## Reconeixement i memòria

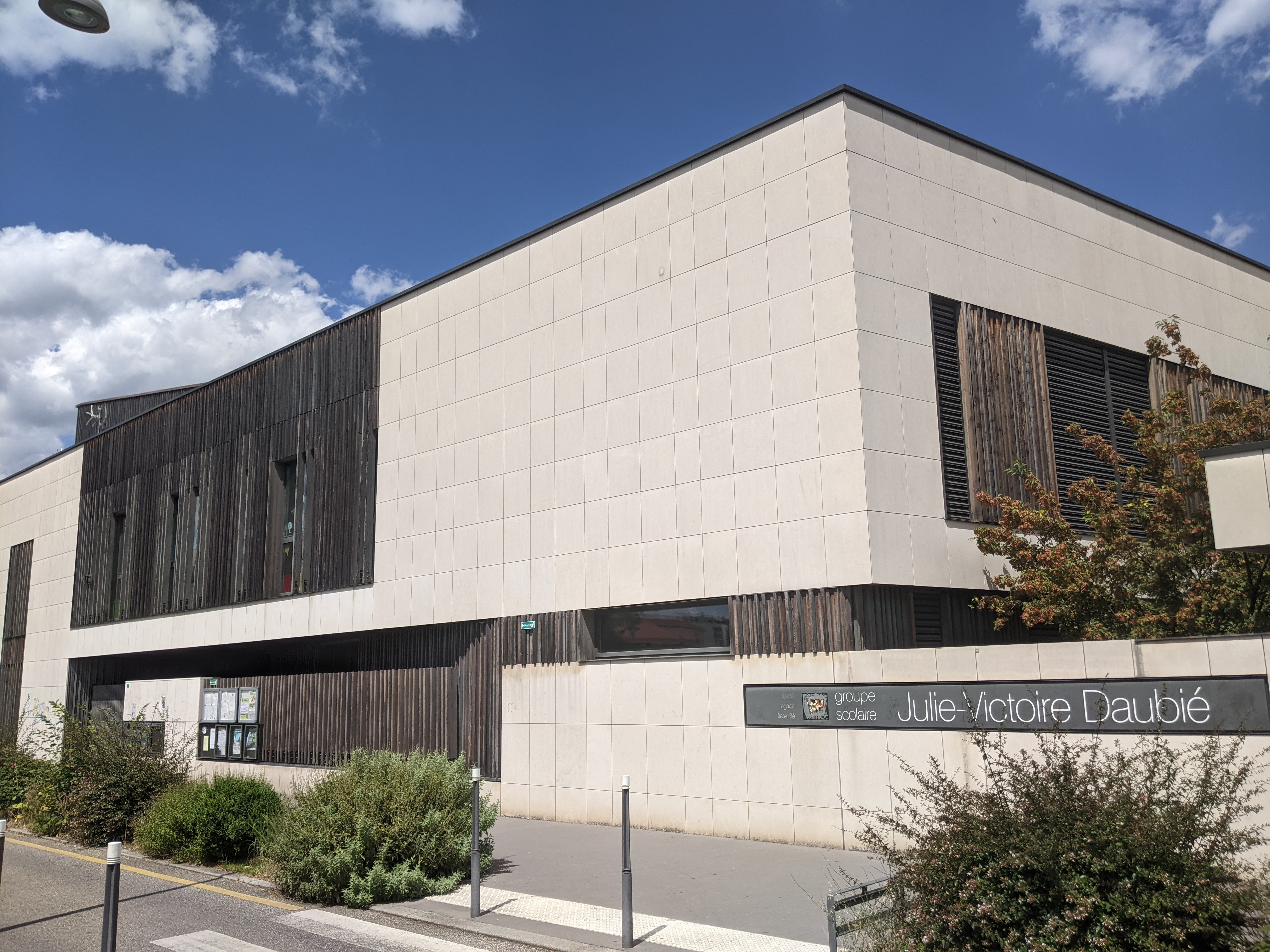
Escola Julie-Victoire Daubié a Lió

Durant la seva vida, la seva tasca com a periodista li va valer el reconeixement a tot Europa i als Estats Units. Amiga de Jules Simon, Marie d'Agoult, Léon Richer o Juliette Adam, la seva lluita per l'educació de les dones i el seu accés a l'educació superior va inspirar la feminista anglesa Josephine Butler, que va traduir part de les seves obres a l'anglès. El 1869, durant el seu viatge d'estudis a París, Frances E. Willard, la primera dona degana de la Universitat Northwestern, que coneixia la seva obra, va poder tractar-la.

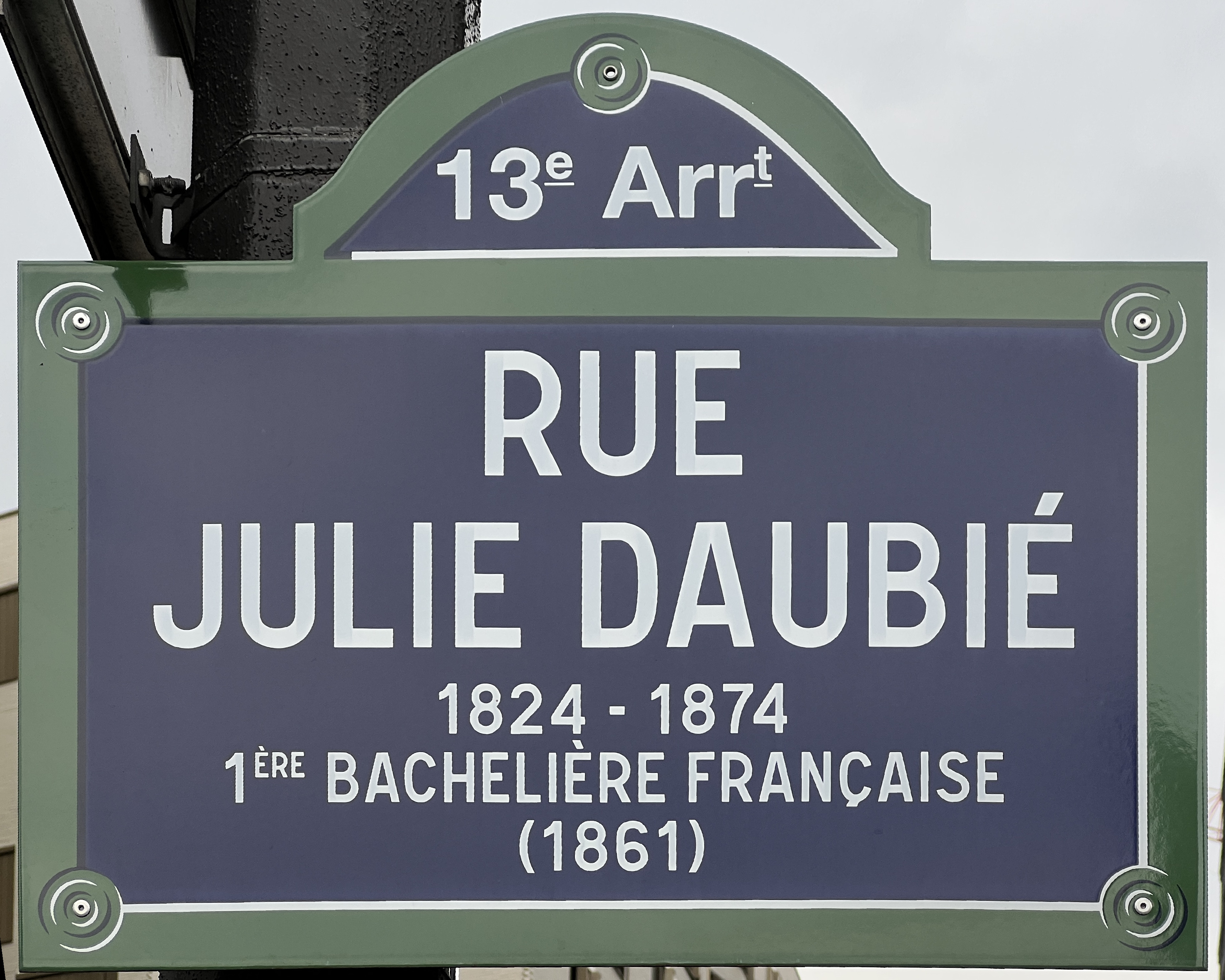
Placa de la rue Julie Daubié, Paris

No va poder veure els resultats de les seves lluites al llarg de la vida, però va gaudir d'un cert reconeixement. A l'Exposició Universal de París, de 1867, va rebre una medalla  que premiava tota la seva obra i reconeixia la reputació de l'autora.
Diverses escoles i instituts de França, així com places i carrers, parcs i jardins, porten actualment el nom de Julie-Victorie Daubié.
S'ha donat el seu nom a la Casa Julie-Victorie Daubié, una residència per a joves investigadors, situada a la Ciutat Internacional Universitària de París i construïda entre els anys 2014 i 2018.

## Obres
- Du progrès de l'enseignement primaire: justice et liberté, Paris, librairie de Madame Claye, 1862 (en línia a Numelyo).
- «De l'enseignement secondaire pour les femmes», a Journal des économistes, Paris, Guillaumin, 1865,

– volum XLVI, p. 382-402 (début);
– volum XLVII, p. 384-403 (suite);
– volum XLVIII, p. 408-427 (fin).
- La Femme pauvre au Plantilla:S-, Paris, Guillaumin, 1866 (en línia a archive.org);

– segona edició en tres volums, Paris, Thorin, 1869-1870 (en línia a gallica volum I, volum II, volum III
– French morality under the regulation system, traducció anglesa parcial de Josephine Butler, Londres, éd. Trübner, 1870 (en línia).
- L’Émancipation de la femme, Paris, Thorin, 1871 (en línia).
- La Tolérance légale du vice, Paris, Association pour l'émancipation progressive de la femme, 1872.
- Pròleg a La Question de la femme, d'Alexandre Dumas fils, Paris, Association pour l'émancipation progressive de la femme, 1872.
- Pròleg al Manuel du jeune homme [Extret del "Traité des devoirs"], de Silvio Pellico, Paris, Association pour l'émancipation progressive de la femme, 1872.